# Haliotis rugosa pustulata
Haliotis rugosa pustulata is een slakkenondersoort uit de familie van de Haliotidae. De wetenschappelijke naam van de ondersoort is voor het eerst geldig gepubliceerd in 1846 door Reeve.